# گنکی
گِنکی (به ژاپنی: 元亀 Genki) نام دوره ژاپنی بود که این دوره بعد از ایروکو و قبل از تنشو قرار داشت. این دوره از آوریل سال ۱۵۷۰ تا ژوئیه ۱۵۷۳ به طول انجامید.

## رویدادهای عصر "گنکی"
- ""۱۵۷۰"" ("گنکی ۱، ماه ششم"): نیروهای ترکیبی خاندان آزای به رهبری آزای ناگاماسا و خاندان آساکورا، به رهبری آساکورا یوشیکاگه، با نیروهای اودا نوبوناگا در بستر رودخانه کم عمق ملاقات کرد. این رویارویی به نبرد آنه‌گاوا معروف شده است. توکوگاوا ایه‌یاسو نیروهایی را رهبری کرد که به کمک ارتش اودا آمدند. و اودا مدعی پیروزی شد.
- '۱۵۷۱ (گنکی ۲, ماه نهم): نوبوناگا در رأس ارتش خود که کوه هیئی را محاصره کرده بود به ولایت اومی لشکر کشید. او کشیشان و هر کس دیگری که با معابد کوهستانی مرتبط بود را قتل‌عام کرد. و سپس دستور داد که هر بنای روی کوه باید سوزانده شود.
- ۱۵۷۲ (گنکی ۳, ماه دوازدهم): تاکدا شینگن، «دایمیو» ولایت کای، لشکر خود را به ولایت توتومی جایی که او نیروهای توکوگاوا ایه‌یاسو را در نبرد میکاتاگاهارا درگیر کرد.
- '۱۵۷۳ (گنکی ۴, ماه دوم): آشیکاگا یوشی‌آکی قلعه نیجو را تقویت کرد. او به آزای ناگاماسا، آساکورا یوشیکاگه و تاکدا شینگن پیام فرستاد و قصد خود را برای شروع شورش آشیکاگا یوشی‌آکی علیه نوبوناگا اعلام کرد. شش ماه بعد، رویارویی با اخراج آشیکاگا یوشی‌آکی از کیوتو و برچیده شدن شوگون‌سالاری آشیکاگا دفاکتو پایان یافت.